# Ираван (Махабхарата)
Ирава́н (санскр. इरावान्, IAST: Irāvāṇ), также Ирават (санскр. इरावत्, IAST: Irāvat) или Иравант — герой древнеиндийского эпоса «Махабхарата», сын царевича Пандавов Арджуны (одного из главных героев «Махабхараты») и царевны нагов Улупи.
В индуизме Ираван является главным божеством в региональной традиции Куттантавар (приверженцы которой также называют его этим именем), а также играет значительную роль в культе Драупади. Оба эти культа возникли в Южной Индии, в регионе Тамилнада, где Иравану поклоняются как деревенскому божеству Аравану (там. அரவான், Aravāṇ). Ираван также является божеством-покровителем «третьего пола»: Али (или Аравани) в Южной Индии и Хиджры в Юго-Восточной Азии.
В «Махабхарате» описывается, что Ираван умер смертью героя в последний, восемнадцатый день битвы на Курукшетре. Однако в южноиндийских культах Иравана почитают за его самопожертвование богине Кали ради обретения её благословений на победу Пандавов в битве. В традиции Куттантавар говорится о трёх благословениях, данных Иравану Кришной в награду за его самопожертвование. Когда Араван попросил позволить ему жениться перед смертью, Кришна удовлетворил его желание, приняв свою женскую форму Мохини. В местечке Кувагам в Тамилнаде это событие ежегодно отмечается в ходе крупного фестиваля, продолжающегося 18 дней.
В Индонезии, на острове Ява, вокруг Иравана возник ряд независимых традиций, в которых, например, он не имеет никакой связи с нагами. Легенды об Ираване являются одной из тем традиционного яванского театра теней ваянга.